# Crocidura cyanea
Crocidura cyanea е вид бозайник от семейство Земеровкови (Soricidae).

## Разпространение
Видът е разпространен в Ангола, Ботсвана, Замбия, Зимбабве, Лесото, Мозамбик, Намибия, Свазиленд и Южна Африка.